# Lemme de Fodor
En mathématiques, et plus particulièrement en théorie des ensembles, le lemme de Fodor énonce ce qui suit :
Si {\displaystyle \kappa } est un cardinal régulier, indénombrable, {\displaystyle S} est un sous-ensemble stationnaire de {\displaystyle \kappa }, et {\displaystyle f:S\rightarrow \kappa } régressive (c'est-à-dire {\displaystyle f(\alpha )<\alpha } pour toute {\displaystyle \alpha \in S}, {\displaystyle \alpha \neq 0}) alors il existe {\displaystyle \gamma } et {\displaystyle S_{0}\subseteq S} stationnaire tel que {\displaystyle f(\alpha )=\gamma } pour tout {\displaystyle \alpha \in S_{0}}. On dit que l'idéal non stationnaire est normal.
Le lemme a été prouvé pour la première fois par le théoricien hongrois des ensembles, Géza Fodor en 1956.

## Démonstration
Nous pouvons supposer que {\displaystyle 0\notin S} (en supprimant 0, si nécessaire). Si le lemme de Fodor est faux, pour tout {\displaystyle \alpha <\kappa } il y a un club {\displaystyle C_{\alpha }} tel que {\displaystyle C_{\alpha }\cap f^{-1}(\alpha )=\emptyset } . Soit {\displaystyle C=\Delta _{\alpha <\kappa }C_{\alpha }} . Les ensembles de clubs étant fermés sous intersection diagonale, {\displaystyle C} est aussi club. Il existe donc {\displaystyle \alpha \in S\cap C}. Alors {\displaystyle \alpha \in C_{\beta }} pour chaque {\displaystyle \beta <\alpha }, et donc il ne peut y avoir {\displaystyle \beta <\alpha } tel que {\displaystyle \alpha \in f^{-1}(\beta )}, alors {\displaystyle f(\alpha )\geq \alpha }, une contradiction.

## Lemme de Fodor pour les arbres
Une autre formulation du lemme de Fodor (ou Pressing-Down-lemma), est la suivante :
Pour tout arbre non spécial {\displaystyle T} et une application régressive {\displaystyle f:T\rightarrow T}, il existe un sous-arbre non-spécial {\displaystyle S\subset T} sur lequel {\displaystyle f} est constante.